# Peter Chermayeff
Peter Chermayeff LLC é um escritório de arquitetura baseado em Massachusetts, nos Estados Unidos da América. Especializada em arquitetura de aquários e em design de exibição, é conhecida por ter projetado o Oceanário de Lisboa.